# Mi grito de guerra / Boga-Boga
Mi grito de guerra / Boga-Boga es un sencillo de la banda cubana Grupo Manguaré, lanzado en 1972 bajo el sello discográfico DICAP, y perteneciente a su álbum Manguaré, lanzado el mismo año por el mismo sello.

## Lista de canciones
| Lado A |                      |                |          |  |
| N.º    | Título               | Música         | Duración |  |
| 1.     | «Mi grito de guerra» | Andrés Pedroso | 2:29     |  |

| Lado B |             |                  |          |  |
| N.º    | Título      | Música           | Duración |  |
| 2.     | «Boga-Boga» | Silvio Rodríguez | 4:13     |  |
| 6:42   |             |                  |          |  |